# Anisoplia sabatinellii
Anisoplia sabatinellii är en skalbaggsart som beskrevs av Baraud 1991. Anisoplia sabatinellii ingår i släktet Anisoplia och familjen Rutelidae. Inga underarter finns listade i Catalogue of Life.